# Moodukodi, Beltangadi
Moodukodi là một làng thuộc tehsil Beltangadi, huyện Dakshin kannad, bang Karnataka, Ấn Độ.